# Msconfig
Msconfig (Utilità Configurazione di Sistema) è uno strumento contenuto in alcuni sistemi operativi Windows grazie al quale è possibile decidere come avviare il sistema operativo e soprattutto quali servizi, driver e programmi lanciare insieme ad esso. Questo strumento è presente a partire da Windows 98 (ad esclusione di Windows 2000). Sebbene non sia stato progettato per Windows 95 e 2000, lo strumento può essere scaricato e utilizzato anche per questi sistemi operativi.

## Come lanciarlo
Nei sistemi operativi precedenti a Windows Vista è possibile lanciarlo seguendo il percorso Start/Esegui e digitando msconfig; in Windows Vista e successivi, invece, è sufficiente digitare msconfig subito dopo aver cliccato su Start e quindi cliccare sulla voce appena trovata.

## Applicazioni
Questo strumento si può rivelare molto utile per verificare la presenza di virus, adware, spyware o altre anomalie, ma anche solo per evitare che determinati programmi o servizi vengano avviati automaticamente nonostante l'utente non voglia.
Msconfig permette anche di agire ad un livello più basso di configurazione poiché permette di:
- agire anche su diversi file di log di avvio;
- avviare il sistema operativo in modalità provvisoria;
- disattivare l'interfaccia grafica del sistema operativo;
- attivare il debug di avvio;
- attivare il ripristino della configurazione di sistema;
- impostare l'uso della memoria per il boot del PC;

Bisogna comunque ricordare che esistono svariati programmi, spesso freeware, che permettono di effettuare operazioni simili e che talvolta integrano anche maggiori funzionalità. Occorre anche tenere presente che questo tool può (in caso di configurazione errata) impedire l'avvio del PC.